# Chimalpopoca
Chimalpopoca (du nahualt Chīmalpopōca, qui se traduit par « Bouclier fumant ») est le troisième tlatoani de Tenochtitlan. Il est le fils et successeur de Huitzilihuitl en 1417. C'est sous son règne que les relations entre les Tépanèques, suzerains des Aztèques, et ces derniers se dégradent. Le nouveau roi des Tépanèques, Maxtla, et oncle de Chimalpopoca, mal disposé envers les Aztèques, accable ceux-ci d'impôts de plus en plus importants.

## Biographie

### Règne

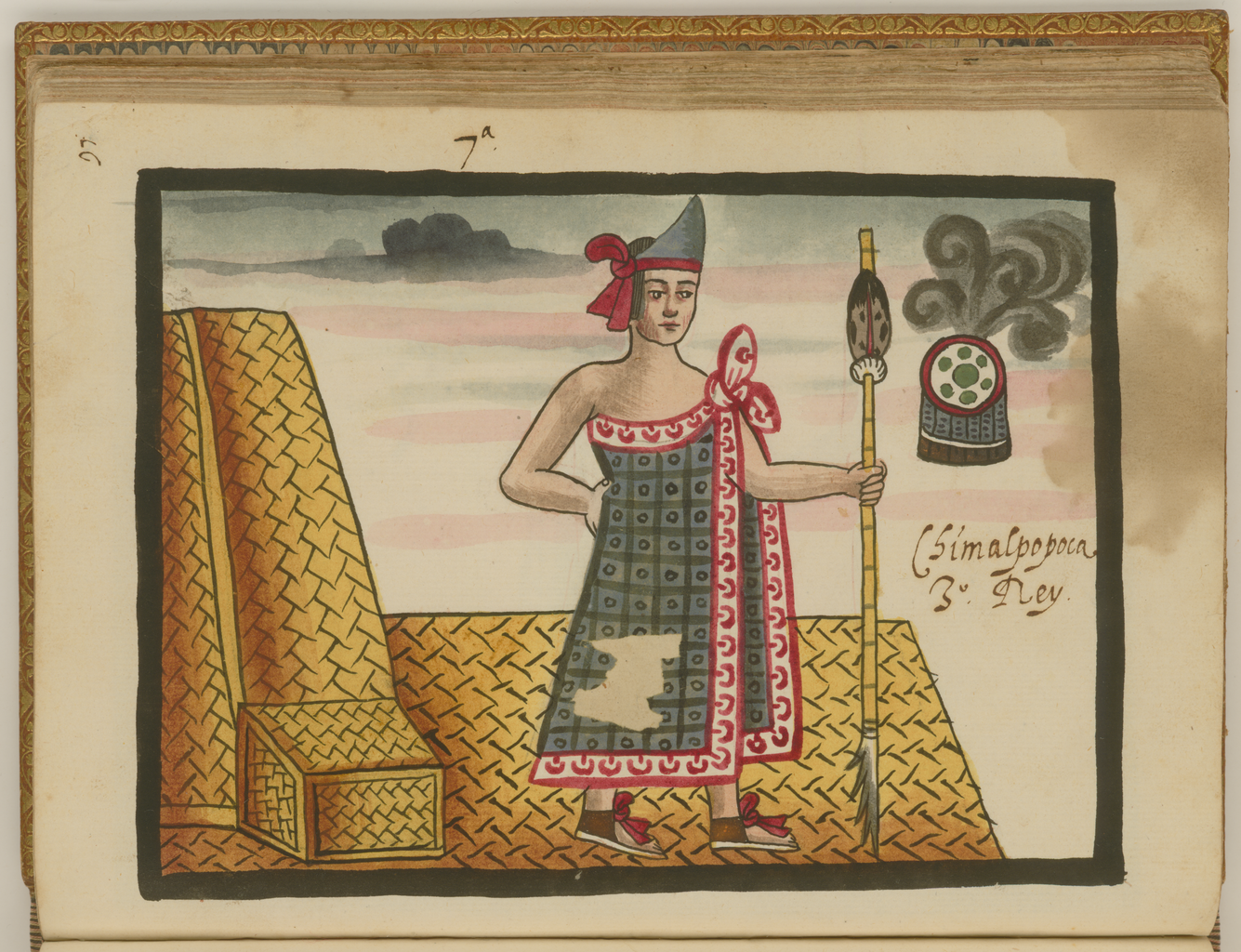
Chimalpopoca, troisième roi aztèque (règne : 1417–1427). Codex Tovar, XVIe siècle, Juan de Tovar.

Lorsqu'il monte sur le trône à l'âge de 20 ans, Tenochtitlan est tributaire de la cité d'Azcapotzalco (en), dirigée par son grand-père Tezozómoc. Cette alliance, et la position des Aztèques au sein de celle-ci, a été renforcée par la loyauté de Tenochtitlan lors de la guerre de 1416-1418 entre Tezozómoc et Ixtlilxochitl Ier, tlatoani de Texcoco. La ville conquise fut concédée à Tenochtitlan en tant que tributaire.
Nezahualcoyotl, prince déplacé de Texcoco, vivait dans les montagnes. Chimalpopoca intercéda en sa faveur auprès de Tezozomoc, qui accepta de laisser Netzahualcoyotl vivre à Tenochtitlan sous sa protection.
En 1426, Tezozómoc a aidé Chimalpopoca à construire un nouvel aqueduc. Cet aqueduc était en bois et allait de la place élevée de Chapultepec à Tenochtitlan. Chimalpopoca a également fait construire une chaussée jusqu'à Tlacopan. La chaussée comportait des ouvertures enjambées par des ponts en bois, qui étaient retirés la nuit. C'est également sous son règne qu'il fit construire une pierre pour les sacrifices dans le quartier de Tlacocomoco à Tenochtitlan. On lui attribue la conquête de Tequixquiac.

### Mort

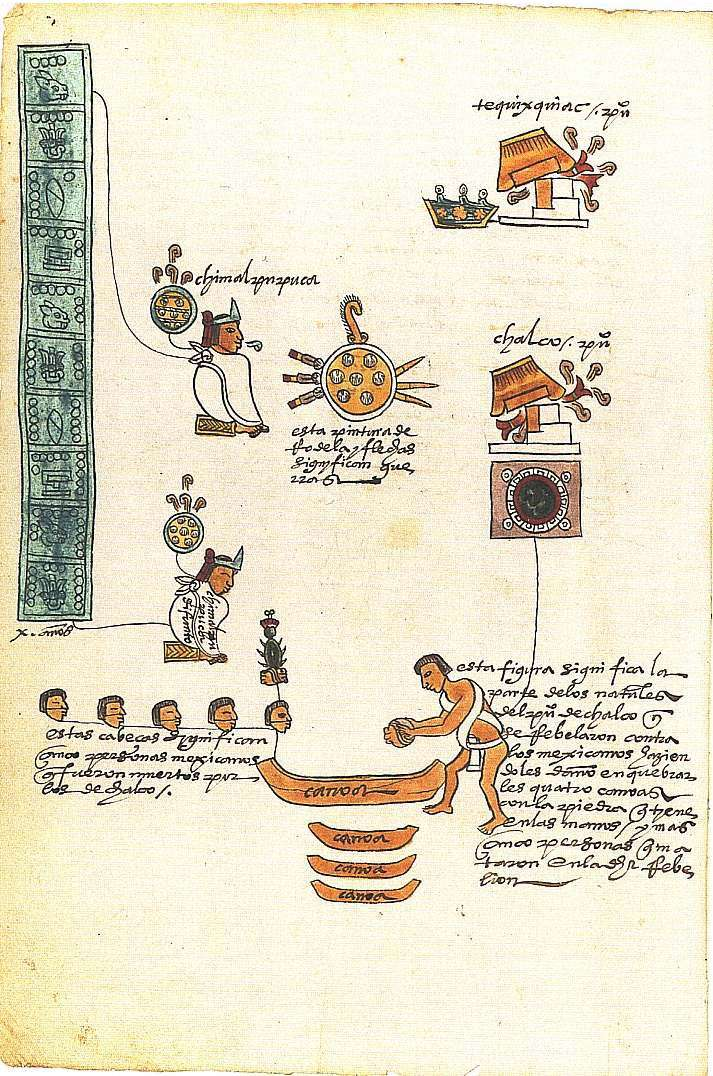
Hauts faits et conquêtes de Chimalpopoca, selon le Codex Mendoza.

Selon la plupart des chroniqueurs, Chimalpopoca aurait été tué sur l'ordre de Maxtla, le successeur de Tezozómoc, le souverain tépanèque d'Azcapotzalco. Les différentes versions varient sur des détails. Selon la version la plus simple rapportée par Fernando Alvarado Tezozómoc et Diego Durán, Maxtla aurait envoyé des hommes à Tenochtitlan pour tuer Chimalpopoca et son fils Teuctlehuac. La raison en aurait été que Chimalpopoca se serait attiré l'inimitié de Maxtla  en soutenant les prétentions au trône de Tayatzin (en), un autre fils de Tezozomoc. Dans sa Monarquia indiana, Juan de Torquemada ajoute que Chimalpopoca, ayant appris que Maxtla voulait sa mort, aurait revêtu une tenue cérémonielle avec l'intention de se suicider, mais les hommes de Maxtla seraient alors intervenus et l'auraient emmené à Azcapotzalco dans une cage. Chimalpopoca se serait ensuite suicidé en se pendant.

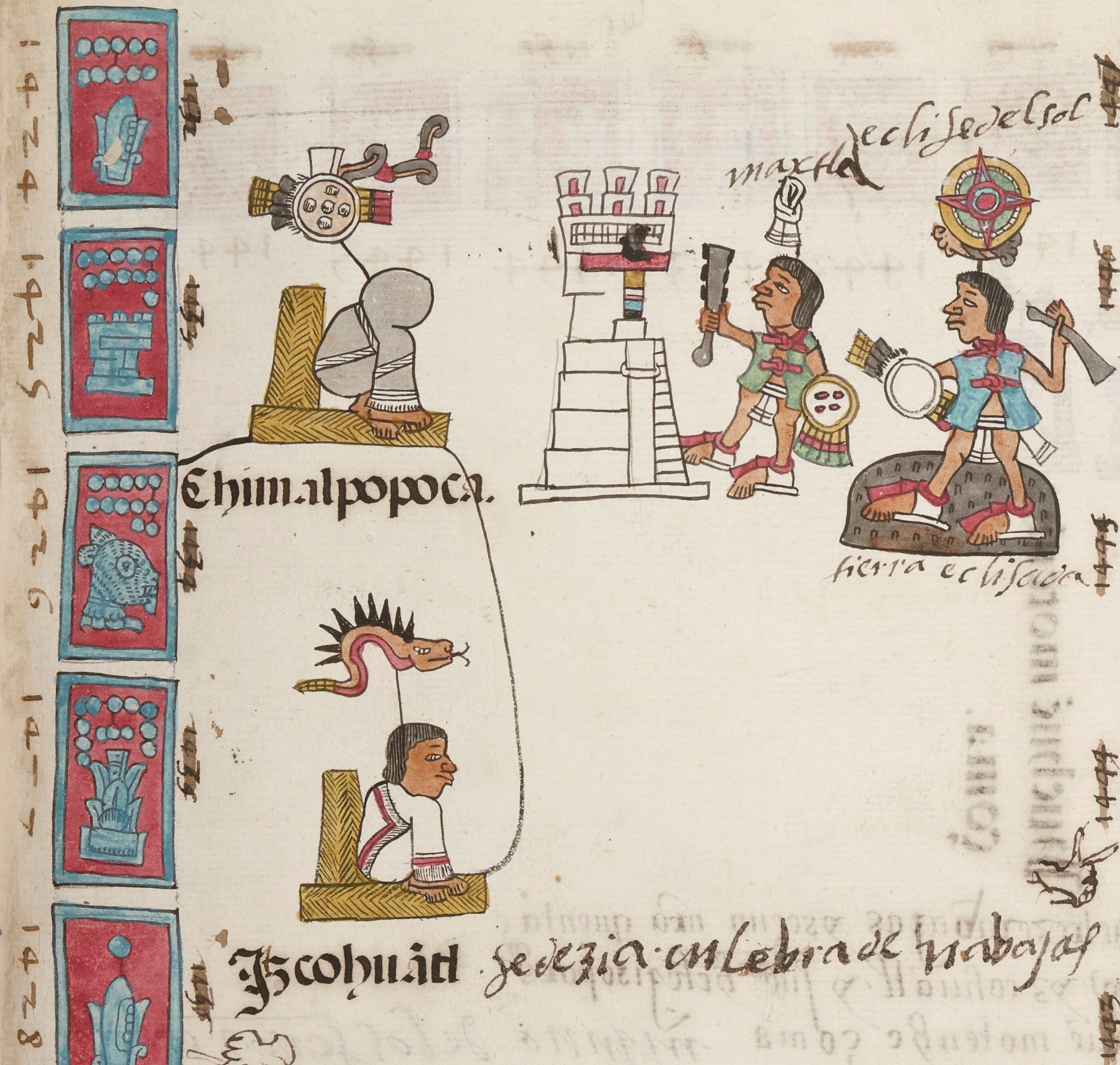
Mort de Chimalpopoca dans le Codex Telleriano-Remensis.

Les Anales Mexicanos rapportent une version radicalement différente : Chimalpopoca aurait été tué par les Tépanèques de Tlacopan à l'instigation d'Itzcoatl, son oncle et successeur,. Certains spécialistes modernes penchent pour cette dernière version qui leur paraît plus cohérente,. Ils argumentent que Maxtla n'avait rien à gagner à faire tuer un souverain aztèque peu expérimenté et malléable et à se trouver ensuite face à un successeur partisan d'une ligne dure à l'égard d'Azcapotzalco. Chimalpopoca, en tant que petit-fils de Tezozomoc, était le principal collaborateur des Tépanèques à Tenochtitlan, et fut donc la première victime d'Itzcoatl qui, quant à lui, menait une faction rebelle de Tépanèques. Après la victoire d'Itzcoatl, l'histoire a pu être réécrite et les Tépanèques vaincus rendus responsables de la mort de Chimalpopoca.

### Famille
Chimalpopoca est le fils aîné de Huitzilihuitl, le précédent tlatoani et de sa première épouse Ayaucíhuatl (en), fille de Tezozómoc, tlatoani de la cité tépanèque d'Azcapotzalco. Certaines sources affirment néanmoins qu'il était le fils d'Acamapichtli, le premier souverain de Tenochtitlan, ce qui en fait le frère de Huitzilihuitl. Gerónimo de Mendieta, dans son Historia eclesiástica indiana, note cette divergence et conclut que Huitzilihuitl, Chimalpopoca et Itzcoatl (successeur de Chimalpopoca) devaient être frères, d'après sa compréhension du système de succession aztèque.
Trois généalogies peuvent donc être supposées quant à la filiation de Chimalpopoca :
|               |               |               |               | Acamapichtli  |               |  |  |          |          |          |          |          |          |              |              |              |              |               |               |               |               |               |               |          |          |          |          |  |  |               |               |               |               |               |               |  |  |              |              |              |              |              |              |  |  |          |          |          |          |          |          |  |  |  |  |  |  |  |  |  |  |  |  |  |  |  |  |  |  |  |  |  |  |  |  |  |  |
|               |               |               |               |               |               |  |  |          |          |          |          |          |          |              |              |              |              |               |               |               |               |               |               |          |          |          |          |  |  |               |               |               |               |               |               |  |  |              |              |              |              |              |              |  |  |          |          |          |          |          |          |  |  |  |  |  |  |  |  |  |  |  |  |  |  |  |  |  |  |  |  |  |  |  |  |  |  |
|               |               |               |               |               |               |  |  |          |          |          |          |          |          |              |              |              |              |               |               |               |               |               |               |          |          |          |          |  |  |               |               |               |               |               |               |  |  |              |              |              |              |              |              |  |  |          |          |          |          |          |          |  |  |  |  |  |  |  |  |  |  |  |  |  |  |  |  |  |  |  |  |  |  |  |  |  |  |
| Huitzilihuitl | Huitzilihuitl | Huitzilihuitl | Huitzilihuitl | Huitzilihuitl | Huitzilihuitl |  |  | Itzcoatl | Itzcoatl | Itzcoatl | Itzcoatl | Itzcoatl | Itzcoatl |              |              |              |              | Huitzilihuitl | Huitzilihuitl | Huitzilihuitl | Huitzilihuitl | Huitzilihuitl | Huitzilihuitl |          |          |          |          |  |  |               |               |               |               |               |               |  |  | Acamapichtli | Acamapichtli | Acamapichtli | Acamapichtli | Acamapichtli | Acamapichtli |  |  |          |          |          |          |          |          |  |  |  |  |  |  |  |  |  |  |  |  |  |  |  |  |  |  |  |  |  |  |  |  |  |  |
| Huitzilihuitl | Huitzilihuitl | Huitzilihuitl | Huitzilihuitl | Huitzilihuitl | Huitzilihuitl |  |  | Itzcoatl | Itzcoatl | Itzcoatl | Itzcoatl | Itzcoatl | Itzcoatl |              |              |              |              | Huitzilihuitl | Huitzilihuitl | Huitzilihuitl | Huitzilihuitl | Huitzilihuitl | Huitzilihuitl |          |          |          |          |  |  |               |               |               |               |               |               |  |  | Acamapichtli | Acamapichtli | Acamapichtli | Acamapichtli | Acamapichtli | Acamapichtli |  |  |          |          |          |          |          |          |  |  |  |  |  |  |  |  |  |  |  |  |  |  |  |  |  |  |  |  |  |  |  |  |  |  |
|               |               |               |               |               |               |  |  |          |          |          |          |          |          |              |              |              |              |               |               |               |               |               |               |          |          |          |          |  |  |               |               |               |               |               |               |  |  |              |              |              |              |              |              |  |  |          |          |          |          |          |          |  |  |  |  |  |  |  |  |  |  |  |  |  |  |  |  |  |  |  |  |  |  |  |  |  |  |
| Chimalpopoca  | Chimalpopoca  | Chimalpopoca  | Chimalpopoca  | Chimalpopoca  | Chimalpopoca  |  |  |          |          |          |          |          |          | Chimalpopoca | Chimalpopoca | Chimalpopoca | Chimalpopoca | Chimalpopoca  | Chimalpopoca  |               |               | Itzcoatl      | Itzcoatl      | Itzcoatl | Itzcoatl | Itzcoatl | Itzcoatl |  |  | Huitzilihuitl | Huitzilihuitl | Huitzilihuitl | Huitzilihuitl | Huitzilihuitl | Huitzilihuitl |  |  | Chimalpopoca | Chimalpopoca | Chimalpopoca | Chimalpopoca | Chimalpopoca | Chimalpopoca |  |  | Itzcoatl | Itzcoatl | Itzcoatl | Itzcoatl | Itzcoatl | Itzcoatl |  |  |  |  |  |  |  |  |  |  |  |  |  |  |  |  |  |  |  |  |  |  |  |  |  |  |

Il a eu de nombreuses femmes et enfants. L'une d'entre elles était sa cousine Matlalatzin (en). Il a un fils : Tezozomoc (en), souverain d'Ecatepec.